# Librilla
Librilla ist eine Gemeinde in der spanischen Region Murcia an der Mittelmeer-Autobahn (A-7/E 15), etwa 27 Kilometer westlich von der regionalen Hauptstadt Murcia.

## Geografie
Librilla grenzt im Osten an die Gemeinde Murcia und Alcantarilla und im Westen an die Gemeinde Alhama de Murcia.
Das Dorf liegt auf einer Höhe von 178 msnm.

## Geschichte
Die Gemeinde wurde bereits 1154 unter dem Namen „Hissan“ oder „Lymbraya“ (Geisterschlucht) erwähnt.
Einwohnerentwicklung
| Jahr | Einwohner |
| ---- | --------- |
| 1900 | 2.465     |
| 1910 | 3.379     |
| 1920 | 3.035     |
| 1930 | 2.886     |
| 1940 | 2.807     |
| 1950 | 2.981     |
| 1960 | 2.826     |
| 1970 | 3.111     |
| 1981 | 3.512     |
| 1991 | 3.735     |
| 1996 | 3.759     |
| 2001 | 3.945     |
| 2004 | 4.088     |
| 2005 | 4.160     |